# Rodrigo Pérez Albornoz
Rodrigo Antonio Pérez Albornoz (Rancagua, VI Región del Libertador General Bernardo O'Higgins, Chile, 19 de agosto de 1973) es un exfutbolista y entrenador de fútbol chileno, Actualmente Dirige a Deportes Rancagua de la Tercera División de Chile

## Trayectoria

### Como jugador
Oriundo de Rancagua, es producto de las divisiones inferiores de O'Higgins, donde debutó profesionalmente en 1993. Luego de tres temporadas en el conjunto rancagüino, y tras el descenso a la Primera B del equipo, ficha por Santiago Wanderers, donde sufrió un nuevo descenso en 1998 y el posterior ascenso la temporada siguiente.
El año 2001, desestimando una oferta de Colo-Colo, llega a Cobreloa, equipo en que estuvo en 3 diferentes etapas, transformándose además en figura, coronándose campeón en 3 ocasiones. Entremedio, tuvo pasos por el Club Pachuca mexicano y el Alianza Lima peruano, donde se coronó como campeón en 2006.
Tras desvincularse del conjunto loíno, es anunciado como nuevo jugador de Unión Española para la temporada 2008.La temporada siguiente, defiende los colores de Deportes Concepción el primer semestre,el segundo ficha para Deportes Iquique. En octubre de 2011, es anunciada su desvinculación de los Dragones Celestes, tras no entrar en los planes del entrenador Fernando Vergara.

### Como entrenador
En diciembre de 2017 fue anunciado como nuevo entrenador de Cobreloa en reemplazo de José Sulantay, conformando su cuerpo técnico con los exjugadores loínos Nelson Tapia y Eduardo Fournier. En junio de 2018, con el conjunto naranja en la 9° posición del campeonato oficial, es desvinculado junto a su cuerpo técnico.
En enero de 2019 fue anunciado como nuevo técnico de Rancagua Sur de la Tercera A Chilena, renunciando a su cargo en julio de 2020.

## Selección nacional
Fue seleccionado chileno entre los años 1995 y 2005 y participó en las Copas América de 1995 y 2004, y además en las eliminatorias para Corea-Japón 2002 y Alemania 2006. Totalizó 32 partidos internacionales, sin marcar goles.

### Participaciones en Copas América
| Torneo              | País                | Resultado           | PJ | G |
| ------------------- | ------------------- | ------------------- | -- | - |
| Copa América 1995   | Uruguay             | Primera Ronda       | 2  | 0 |
| Copa América 2004   | Perú                | Primera Ronda       | 3  | 0 |
| Total de su carrera | Total de su carrera | Total de su carrera | 5  | 0 |

### Participaciones en Clasificatorias a Copas del Mundo
| Eliminatorias                    | País                  | Resultado           | Posición            | PJ | Goles |
| -------------------------------- | --------------------- | ------------------- | ------------------- | -- | ----- |
| Eliminatorias Corea y Japón 2002 | Corea del Sur y Japón | Eliminado           | 10.º                | 2  | 0     |
| Eliminatorias Alemania 2006      | Alemania              | Eliminado           | 7.º                 | 12 | 0     |
| Total de su carrera              | Total de su carrera   | Total de su carrera | Total de su carrera | 14 | 0     |

### Partidos internacionales
| Partidos internacionales | Partidos internacionales | Partidos internacionales                                       | Partidos internacionales | Partidos internacionales | Partidos internacionales | Partidos internacionales | Partidos internacionales | Partidos internacionales         | Partidos internacionales |
| N.º                      | Fecha                    | Estadio                                                        | Local                    | Resultado                | Visitante                | Goles                    | DT                       | Competición                      |                          |
| ------------------------ | ------------------------ | -------------------------------------------------------------- | ------------------------ | ------------------------ | ------------------------ | ------------------------ | ------------------------ | -------------------------------- | ------------------------ |
| 1                        | 19 de abril de 1995      | Estadio Nacional, Lima, Perú                                   | Perú                     | 6-0                      | Chile                    |                          | Xabier Azkargorta        | Amistoso                         |                          |
| 2                        | 22 de abril de 1995      | Estadio Germán Becker, Temuco, Chile                           | Chile                    | 1:1                      | Islandia                 |                          | Xabier Azkargorta        | Amistoso                         |                          |
| 3                        | 25 de mayo de 1995       | Estadio de la Mancomunidad, Edmonton, Canadá                   | Chile                    | 1:1                      | Irlanda del Norte        |                          | Xabier Azkargorta        | Copa Canadá 1995                 |                          |
| 4                        | 28 de mayo de 1995       | Estadio de la Mancomunidad, Edmonton, Canadá                   | Canadá                   | 1:2                      | Chile                    |                          | Xabier Azkargorta        | Copa Canadá 1995                 |                          |
| 5                        | 11 de julio de 1995      | Estadio Parque Artigas, Paysandú, Uruguay                      | Argentina                | 4-0                      | Chile                    |                          | Xabier Azkargorta        | Copa América 1995                |                          |
| 6                        | 14 de julio de 1995      | Estadio Parque Artigas, Paysandú, Uruguay                      | Chile                    | 2-2                      | Bolivia                  |                          | Xabier Azkargorta        | Copa América 1995                |                          |
| 7                        | 1 de septiembre de 2001  | Estadio Nacional, Santiago, Chile                              | Chile                    | 2-1                      | Francia                  |                          | Pedro García             | Amistoso                         |                          |
| 8                        | 4 de septiembre de 2001  | Estadio Nacional, Santiago, Chile                              | Chile                    | 0-2                      | Venezuela                |                          | Pedro García             | Clasificatorias Corea-Japón 2002 |                          |
| 9                        | 7 de octubre de 2001     | Estadio Major Antônio Couto Pereira, Curitiba, Brasil          | Brasil                   | 2-0                      | Chile                    |                          | Jorge Garcés             | Clasificatorias Corea-Japón 2002 |                          |
| 10                       | 2 de abril de 2003       | Estadio Nacional, Lima, Perú                                   | Perú                     | 3-0                      | Chile                    |                          | Juvenal Olmos            | Amistoso                         |                          |
| 11                       | 30 de abril de 2003      | Estadio Nacional, Santiago, Chile                              | Chile                    | 1-0                      | Costa Rica               |                          | Juvenal Olmos            | Amistoso                         |                          |
| 12                       | 8 de junio de 2003       | Estadio Ricardo Saprissa, San José, Costa Rica                 | Costa Rica               | 1-0                      | Chile                    |                          | Juvenal Olmos            | Amistoso                         |                          |
| 13                       | 11 de junio de 2003      | Estadio Olímpico Metropolitano, San Pedro Sula, Honduras       | Honduras                 | 1-2                      | Chile                    |                          | Juvenal Olmos            | Amistoso                         |                          |
| 14                       | 20 de agosto de 2003     | Estadio Minyuan, Tianjin, China                                | China                    | 0-0                      | Chile                    |                          | Juvenal Olmos            | Amistoso                         |                          |
| 15                       | 6 de septiembre de 2003  | Estadio Monumental, Buenos Aires, Argentina                    | Argentina                | 2-2                      | Chile                    |                          | Juvenal Olmos            | Clasificatorias Alemania 2006    |                          |
| 16                       | 9 de septiembre de 2003  | Estadio Nacional, Santiago, Chile                              | Chile                    | 2-1                      | Perú                     |                          | Juvenal Olmos            | Clasificatorias Alemania 2006    |                          |
| 17                       | 15 de noviembre de 2003  | Estadio Centenario, Montevideo, Uruguay                        | Uruguay                  | 2-2                      | Chile                    |                          | Juvenal Olmos            | Clasificatorias Alemania 2006    |                          |
| 18                       | 18 de noviembre de 2003  | Estadio Nacional, Santiago, Chile                              | Chile                    | 0-1                      | Paraguay                 |                          | Juvenal Olmos            | Clasificatorias Alemania 2006    |                          |
| 19                       | 19 de febrero de 2004    | Home Depot Center, Carson, Estados Unidos                      | México                   | 1-1                      | Chile                    |                          | Juvenal Olmos            | Amistoso                         |                          |
| 20                       | 30 de marzo de 2004      | Estadio Hernando Siles, La Paz, Bolivia                        | Bolivia                  | 0-2                      | Chile                    |                          | Juvenal Olmos            | Clasificatorias Alemania 2006    |                          |
| 21                       | 28 de abril de 2004      | Estadio Regional, Antofagasta, Chile                           | Chile                    | 1-1                      | Perú                     |                          | Juvenal Olmos            | Amistoso                         |                          |
| 22                       | 1 de junio de 2004       | Polideportivo de Pueblo Nuevo, San Cristóbal, Venezuela        | Venezuela                | 0-1                      | Chile                    |                          | Juvenal Olmos            | Clasificatorias Alemania 2006    |                          |
| 23                       | 6 de junio de 2004       | Estadio Nacional, Santiago, Chile                              | Chile                    | 1-1                      | Brasil                   |                          | Juvenal Olmos            | Clasificatorias Alemania 2006    |                          |
| 24                       | 8 de julio de 2004       | Estadio Monumental de la UNSA, Arequipa, Perú                  | Brasil                   | 1-0                      | Chile                    |                          | Juvenal Olmos            | Copa América 2004                |                          |
| 25                       | 11 de julio de 2004      | Estadio Monumental de la UNSA, Arequipa, Perú                  | Paraguay                 | 1-1                      | Chile                    |                          | Juvenal Olmos            | Copa América 2004                |                          |
| 26                       | 14 de julio de 2004      | Estadio Jorge Basadre, Tacna, Perú                             | Costa Rica               | 2-1                      | Chile                    |                          | Juvenal Olmos            | Copa América 2004                |                          |
| 27                       | 5 de septiembre de 2004  | Estadio Nacional, Santiago, Chile                              | Chile                    | 0-0                      | Colombia                 |                          | Juvenal Olmos            | Clasificatorias Alemania 2006    |                          |
| 28                       | 30 de marzo de 2005      | Estadio Defensores del Chaco, Asunción, Paraguay               | Paraguay                 | 2-1                      | Chile                    |                          | Juvenal Olmos            | Clasificatorias Alemania 2006    |                          |
| 29                       | 17 de agosto de 2005     | Estadio Jorge Basadre, Tacna, Perú                             | Perú                     | 3-1                      | Chile                    |                          | Nelson Acosta            | Amistoso                         |                          |
| 30                       | 4 de septiembre de 2005  | Estadio Nacional de Brasilia Mané Garrincha, Brasilia, Brasil  | Brasil                   | 5-0                      | Chile                    |                          | Nelson Acosta            | Clasificatorias Alemania 2006    |                          |
| 31                       | 8 de octubre de 2005     | Estadio Metropolitano Roberto Meléndez, Barranquilla, Colombia | Colombia                 | 1-1                      | Chile                    |                          | Nelson Acosta            | Clasificatorias Alemania 2006    |                          |
| 32                       | 12 de octubre de 2005    | Estadio Nacional, Santiago, Chile                              | Chile                    | 0-0                      | Ecuador                  |                          | Nelson Acosta            | Clasificatorias Alemania 2006    |                          |
| Total                    | Total                    | Total                                                          | Presencias               | 32                       | Goles                    | 0                        |                          |                                  |                          |

| Selección chilena | Selección chilena | Selección chilena |
| Año               | Partidos          | Goles             |
| ----------------- | ----------------- | ----------------- |
| 1995              | 6                 | 0                 |
| 2001              | 3                 | 0                 |
| 2003              | 9                 | 0                 |
| 2004              | 9                 | 0                 |
| 2005              | 5                 | 0                 |
| Total             | 32                | 0                 |

## Clubes

### Como jugador
| Club                    | País   | Año       |
| ----------------------- | ------ | --------- |
| O'Higgins               | Chile  | 1993-1996 |
| Santiago Wanderers      | Chile  | 1997-2000 |
| Cobreloa                | Chile  | 2001-2004 |
| → Pachuca (cedido)      | México | 2005      |
| Cobreloa                | Chile  | 2005-2006 |
| → Alianza Lima (cedido) | Perú   | 2006      |
| Cobreloa                | Chile  | 2007      |
| Unión Española          | Chile  | 2008      |
| Deportes Concepción     | Chile  | 2009      |
| Deportes Iquique        | Chile  | 2009-2011 |

### Como entrenador
| Club               | País  | Año  | PJ | PG | PE | PP |
| ------------------ | ----- | ---- | -- | -- | -- | -- |
| Cobreloa           | Chile | 2018 | 19 | 9  | 3  | 7  |
| C. D. Rancagua Sur | Chile | 2019 | 28 | 11 | 9  | 8  |

## Palmarés

### Campeonatos nacionales
| Título           | Club              | País  | Año    |
| ---------------- | ----------------- | ----- | ------ |
| Primera División | Cobreloa          | Chile | 2003-A |
| Primera División | Cobreloa          | Chile | 2003-C |
| Primera División | Cobreloa          | Chile | 2004-C |
| Primera División | Alianza Lima      | Perú  | 2006   |
| Primera B        | Municipal Iquique | Chile | 2010   |
| Copa Chile       | Deportes Iquique  | Chile | 2010   |